# Stroke-Index
Der (Handicap-)Stroke-Index (der  Vorgabenverteilungsschlüssel, die Vorgabenverteilung) sortiert die 18 Löcher eines Golfplatzes neu. Entweder nach absteigender Schwierigkeit, oder nach anderen Kriterien, die speziell auf das Lochspiel abzielen. Er legt fest, an welchen Löchern die Vorgabe zu nehmen bzw. zu geben ist.
Im Zählspiel hat er keine Bedeutung, da die einmalige Berücksichtigung der Vorgabe zum selben Ergebnis führt wie die von Loch zu Loch. Dies gilt selbst bei Anwendung von Stableford, vorausgesetzt, dass an keinem Loch netto ein Triple-Bogey oder schlechter gespielt wird (was Stableford wie Double-Bogey behandelt: null Punkte). Die Verteilung entspricht der eines Lochspiels mit einem Scratch-Spieler.
Im Lochspiel hingegen ist es ganz entscheidend, wo die Vorgabe berücksichtigt wird. Ist der Index speziell für das Lochspiel ausgelegt, wird der Vorgabeunterschied in dieser Reihenfolge verteilt. Gibt z. B. A einen Schlag (auf das Par) und B nimmt 4, dann darf sich B an den Löcher mit Index 1 bis 5 jeweils einen Schlag mehr erlauben. Ebenso wenn A 10 nimmt und B 15.
Ist der Index dagegen nach absteigender Lochschwierigkeit vergeben, werden die beiden Vorgaben zuerst verteilt, und dann erst verrechnet. Gebende verteilen dabei in umgekehrter Reihenfolge. Gibt A also z. B. (wie oben) einen Schlag und B nimmt 4, darf sich B an den Löchern mit Index 1 bis 4 und 18 jeweils einen Schlag mehr erlauben. Nimmt A dagegen 10 und B 15, sind es die Löcher mit Index 11 bis 15 (also da, wo von B noch Bogeys zu erwarten sind, nicht aber von A).
Sind mehr als 18 Schläge zu verteilen (was nicht unüblich ist), beginnt man wieder an dem Ende des Index, an dem man anfing. Spielt also A eine vorgabewirksame Stableford-Privat-Runde (EDS) und nimmt eine Vorgabe von 28 Schlägen, dann darf sich A an den Löchern mit Index 1 bis 10 zwei Schläge mehr (zum Par) erlauben, an den restlichen Löchern nur einen.
Das Ganze wird noch komplizierter bei anderen Spielformen und beim Spiel von verschiedenen Abschlägen.